# Svetlana Mironova
Pour les articles homonymes, voir Mironov.
Svetlana Igorievna Mironova (en russe : Светлана Игоревна Миронова), née le 22 février 1994 à Tomsk, est une biathlète russe.

## Carrière
Sa première compétition avec l'équipe nationale a lieu en 2013 aux Championnats du monde jeunesse, où elle est titrée au relais et médaillée de bronze au sprint. Aux Championnats d'Europe junior 2014, elle remporte la médaille d'or à la poursuite après la médaille d'argent au sprint.
Elle entre dans le circuit de l'IBU Cup durant l'hiver 2016-2017, où elle fait ses débuts en Coupe du monde à Pyeongchang. En mars 2018, elle marque ses premiers points en Coupe du monde à Hochfilzen, avec une 9e place au sprint. Elle améliore ce résultat à Antholz, avec une 7e place en 2019. Sélectionnée pour les Championnats du monde d'Östersund 2019, elle fait partie du relais russe qui termine à la 5e place.
Elle monte pour la première fois sur le podium de la Coupe du monde en décembre 2019 à Hochfilzen en terminant 3e du sprint.
Aux Championnats du monde 2021, à Pokljuka, elle obtient son meilleur résultat à des mondiaux avec une cinquième place sur l'individuel.
Mironova fait partie des dix biathlètes (cinq hommes et cinq femmes) sélectionnés afin de participer aux Jeux olympiques 2022 à Pékin en Chine.

## Palmarès

### Jeux olympiques
| Édition / Épreuve | Individuel | Sprint | Poursuite | Mass start | Relais                             | Relais mixte |
| ----------------- | ---------- | ------ | --------- | ---------- | ---------------------------------- | ------------ |
| Pékin 2022        | 23e        | 47e    | 41e       | —          | Médaille d'argent, Jeux olympiques | —            |

Légende :
- — : non disputée par Mironova

### Championnats du monde
| Édition / Épreuve       | Individuel | Sprint | Poursuite | Mass start | Relais | Relais mixte | Relais mixte simple |
| ----------------------- | ---------- | ------ | --------- | ---------- | ------ | ------------ | ------------------- |
| Östersund 2019          | 33e        | 31e    | 25e       | —          | 5e     | —            | —                   |
| Antholz-Anterselva 2020 | 22e        | 38e    | 21e       | —          | 8e     | —            | —                   |
| Pokljuka 2021           | 5e         | 64e    | —         | 19e        | 11e    | 9e           | —                   |

Légende :
- — : non disputée par Mironova

### Coupe du monde
- Meilleur classement général : 19e en 2021.
- 7 podiums :
  - 1 podium individuel : 1 troisième place.
  - 5 podiums en relais : 1 victoire, 3 deuxièmes places et 1 troisième place.
  - 1 podium en relais mixte : 1 victoire.

 Dernière mise à jour le 16 février 2022 

#### Classements en coupe du monde
| Saison    | Individuel | Individuel | Sprint | Sprint   | Poursuite | Poursuite | Mass start | Mass start | Général | Général  |
| Saison    | Points     | Position   | Points | Position | Points    | Position  | Points     | Position   | Points  | Position |
| --------- | ---------- | ---------- | ------ | -------- | --------- | --------- | ---------- | ---------- | ------- | -------- |
| 2016-2017 |            |            | -      | nc       |           |           |            |            | -       | nc       |
| 2017-2018 |            |            | 55     | 48e      | 17        | 60e       |            |            | 72      | 58e      |
| 2018-2019 | 8          | 61e        | 125    | 26e      | 41        | 46e       | 70         | 27e        | 244     | 31e      |
| 2019-2020 | 19         | 43e        | 142    | 16e      | 71        | 25e       | 38         | 32e        | 270     | 23e      |
| 2020-2021 | 76         | 8e         | 136    | 21e      | 104       | 25e       | 124        | 10e        | 440     | 19e      |
| 2021-2022 | 16         | 44e        |        |          |           |           |            |            |         |          |

### Championnats du monde jeunesse
- Médaille d'or du relais en 2013.
- Médaille de bronze du sprint en 2013.

### Championnats d'Europe junior
- Médaille d'argent du relais mixte en 2010.

### Universiades
- Médaille d'or au relais mixte en 2013.
- Médaille d'or au relais mixte en 2017.
- Médaille de bronze à la poursuite en 2017.

### IBU Cup
- 2 podiums individuels, dont 1 victoire.